# Михайловка (Лебедянский район)
Михайловка — село Большеизбищенского сельсовета Лебедянского района Липецкой области России.

## География
В селе имеются три улицы: Колхозная, Новая и Центральная.
Через Михайловку проходят просёлочные дороги, западнее села находится автомобильная дорога; северо-восточнее — Подзоров лес.

## Население
| 2010 |
| ---- |
| 296  |